# کووا (دوره هی‌آن)
کووا (به ژاپنی: 康和 Kowa) نام یک عصر تاریخی ژاپنی (نِنگُو) بود. این عصر بعد از جوتوکو و قبل از چوجی قرار داشت و از اوت ۱۰۹۹ تا فوریه ۱۱۰۴ میلادی به طول انجامید. در طی این عصر امپراتور هوریکاوا، امپراتور ژاپن بود.